# Autriche aux Jeux olympiques d'hiver de 1998
L'Autriche participe aux Jeux olympiques d'hiver de 1998, organisés à Nagano au Japon. C'est sa dix-huitième participation aux Jeux olympiques d'hiver après sa présence à toutes les éditions précédentes. La délégation autrichienne, formée de 96 athlètes (73 hommes et 23 femmes), obtient dix-sept médailles (trois d'or, cinq d'argent et neuf de bronze) et se classe au huitième rang du tableau des médailles.

## Médaillés
| Médaille                            | Nom                                                                          | Discipline  | Épreuve                     |
| ----------------------------------- | ---------------------------------------------------------------------------- | ----------- | --------------------------- |
| Médaille d'or, Jeux olympiques      | Mario Reiter                                                                 | Ski alpin   | Combiné (H)                 |
| Médaille d'or, Jeux olympiques      | Hermann Maier                                                                | Ski alpin   | Slalom géant (H)            |
| Médaille d'or, Jeux olympiques      | Hermann Maier                                                                | Ski alpin   | Super G (H)                 |
| Médaille d'argent, Jeux olympiques  | Stephan Eberharter                                                           | Ski alpin   | Slalom géant (H)            |
| Médaille d'argent, Jeux olympiques  | Hans Knauss                                                                  | Ski alpin   | Super G (H)                 |
| Médaille d'argent, Jeux olympiques  | Alexandra Meissnitzer                                                        | Ski alpin   | Slalom géant (F)            |
| Médaille d'argent, Jeux olympiques  | Michaela Dorfmeister                                                         | Ski alpin   | Super G (F)                 |
| Médaille d'argent, Jeux olympiques  | Markus Gandler                                                               | Ski de fond | 10 kilomètres poursuite (H) |
| Médaille de bronze, Jeux olympiques | Christian Mayer                                                              | Ski alpin   | Combiné (H)                 |
| Médaille de bronze, Jeux olympiques | Hannes Trinkl                                                                | Ski alpin   | Descente (H)                |
| Médaille de bronze, Jeux olympiques | Thomas Sykora                                                                | Ski alpin   | Slalom (H)                  |
| Médaille de bronze, Jeux olympiques | Alexandra Meissnitzer                                                        | Ski alpin   | Super G (F)                 |
| Médaille de bronze, Jeux olympiques | Christian Hoffmann                                                           | Ski de fond | 50 kilomètres libre (H)     |
| Médaille de bronze, Jeux olympiques | Angelika Neuner                                                              | Luge        | Femmes                      |
| Médaille de bronze, Jeux olympiques | Andreas Widhölzl                                                             | Saut à ski  | Tremplin normal individuel  |
| Médaille de bronze, Jeux olympiques | Reinhard Schwarzenberger Martin Höllwarth Stefan Horngacher Andreas Widhölzl | Saut à ski  | Grand tremplin par équipe   |
| Médaille de bronze, Jeux olympiques | Brigitte Köck                                                                | Snowboard   | Slalom géant (F)            |